# جون كايل
جون كايل (بالإنجليزية: John Curtis Kyle)‏ هو محامي ومصرفي وسياسي أمريكي، ولد في 17 يوليو 1851 في ساردس في الولايات المتحدة، وتوفي في 6 يوليو 1913. حزبياً، نشط في الحزب الديمقراطي. وقد انتخب عضو مجلس ولاية مسيسيبي وانتخب عضو مجلس النواب الأمريكي.